# The Breed (film, 2006)
Pour les articles homonymes, voir The Breed.
The Breed est un film germano-américano-sud-africain réalisé par Nicholas Mastandrea, sorti en 2006.

## Synopsis
Deux frères et trois de leurs amis partent en week-end sur une île déserte et s'installent dans une maison où, auparavant, habitait le père des frères. Alors que l'ambiance est à la fête, le groupe d'amis tombent sur un chiot. Sara décide alors de le garder pendant une nuit mais il finit par s'enfuir. Elle décide de partir avec John, le frère de Matt, à la recherche du chiot. Ils finissent par le retrouver, en compagnie de sa mère, qui mord Sara à la jambe avant de partir. Après l'incident, le groupe d'amis veut partir mais John réussit à les convaincre en leur disant que ce n'était qu'un accident et qu'il ne faut pas gâcher ce week-end. Le lendemain, Sara se sent bizarre et affamée. Les deux frères et Noa partent faire une balade sur l'île laissant les deux amies se baigner au bord de l'eau. Pendant ce temps là, Noa découvre que l'île est en réalité infestée de chiens menaçants. Il court à la recherche de Matt et John. Il finit par les trouver en leur disant qu'il a vu une meute de chiens au comportement agressif. Ils tombent ensuite sur une personne gravement blessée qui leur annonce "Ils ne veulent pas de nous, ici". Elle finit ensuite déchiquetée devant Noa, John et Matt qui ne peuvent rien faire pour l'aider. Le groupe tout entier finit sain et sauf dans la maison, mais Nicky a été accidentellement blessée par John alors qu'il cherchaient à s'enfuir. Sachant que leur seul moyen de transport a dérivé sur l'eau, ils devront alors trouver une solution pour sortir de cette île vivants. Les survivants arriveront jusqu'à la côte pour se réfugier dans une clinique grâce à la vielle voiture du père. Ils apprennent alors que ces chiens ont subi plusieurs expériences pour les transformer en prédateurs sanguinaires, avant d'être abandonnés sur l'île.

## Fiche technique
- Titre : The Breed
- Réalisation : Nicholas Mastandrea
- Scénario : Robert Conte et Peter Martin Wortmann
- Production : Thomas Becker, Robert Conte, Wes Craven, David Lancaster, Marianne Maddalena (en), Hal Sadoff, Karen Vundla, Jörg Westerkamp, David Wicht et Peter Martin Wortmann
- Sociétés de production : Film Afrika Worldwide CC et First Look International
- Musique : Tom Mesmer et Marcus Trumpp
- Photographie : Giulio Biccari
- Montage : Nathan Easterling
- Décors : Johnny Breedt
- Costumes : Dianna Cilliers
- Pays d'origine : Allemagne, Afrique du Sud, États-Unis
- Format : Couleurs - 1,85:1 - Dolby Digital - 35 mm
- Genre : Horreur, Thriller
- Durée : 87 minutes
- Dates de sortie : 18 mai 2006 (marché du film de Cannes), 22 mai 2007 (sortie vidéo États-Unis)
- interdit aux moins de 12 ans

## Distribution

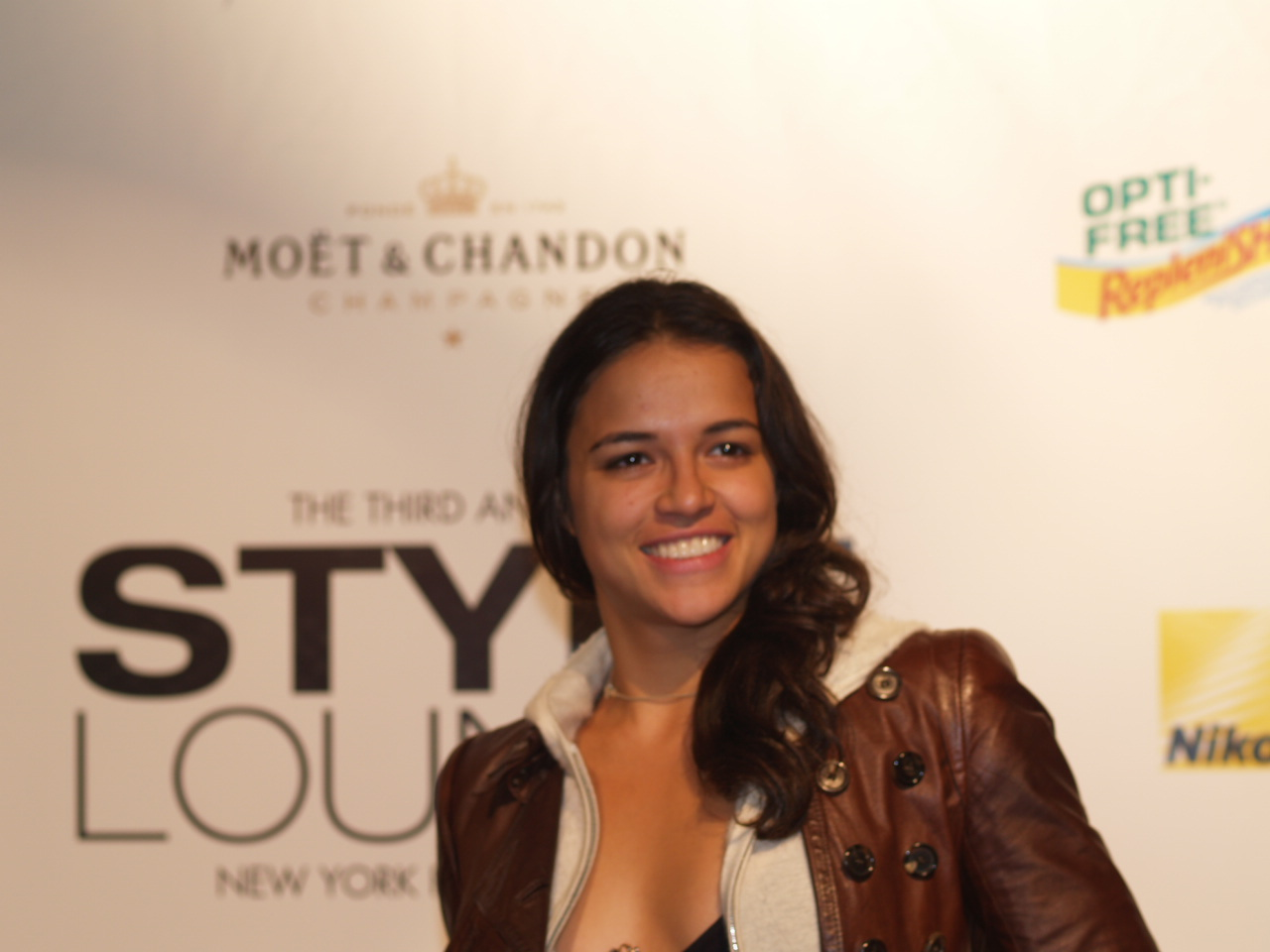
La tête d'affiche Michelle Rodríguez, l'année de sortie du film.

- Michelle Rodríguez (VF : Géraldine Asselin) : Nicky
- Oliver Hudson : John
- Taryn Manning : Sara
- Eric Lively : Matt
- Hill Harper : Noah
- Nick Boraine (en) : Luke
- Lisa-Marie Schneider : Jenny

## Autour du film
- Le tournage a débuté le 25 avril 2005 et s'est déroulé au Cap, en Afrique du Sud.
- Ian Somerhalder s'était vu confier un rôle, mais l'acteur quitta finalement le projet.
- Michelle Rodríguez a déjà été confrontée aux chiens mutants dans Resident Evil, le film adapté du jeu vidéo.